# Burgred
Burgred est roi de Mercie de 852 à 874. Sous son règne, les attaques des Vikings se font de plus en plus importantes, ce qui l'incite à nouer alliance avec son voisin du sud, Æthelwulf de Wessex. Cela ne suffit pas à sauver son trône : il est déposé par les envahisseurs en 874 et part finir sa vie à Rome.

## Biographie

### Origines
L'ascendance de Burgred est inconnue. Il pourrait être apparenté aux précédents rois de Mercie dont le nom commence également par un B : Beornwulf (821-823) et Beorhtwulf (839-852).

### Règne
Burgred monte sur le trône dans un contexte difficile, marqué par les offensives des Vikings. Son prédécesseur Beorhtwulf a été mis en déroute par les envahisseurs en 851 à Londres. Ces derniers sont vaincus par Æthelwulf de Wessex et ses fils, mais leur présence semble avoir porté un coup sévère aux royaumes anglo-saxons et les avoir incités à s'unir contre cette menace.
Dès 853, Burgred fait appel à Æthelwulf pour une campagne contre les Gallois. L'année suivante, il épouse Æthelswith, la fille d'Æthelwulf. Son épouse joue dès lors un rôle important dans les affaires du royaume, apparaissant comme témoin sur la plupart des chartes royales. Le Berkshire, région longtemps disputée entre les deux royaumes, passe sous le contrôle du Wessex, bien que son ealdorman mercien reste en place. Les deux souverains harmonisent également leurs émissions monétaires.

### Déposition et mort
En 874, Burgred est chassé de son royaume par les Danois de la Grande Armée, qui marchent sur Repton. Après son départ, les envahisseurs placent sur le trône Ceolwulf II. Burgred se rend en pèlerinage à Rome, où il meurt peu après son arrivée. Il est inhumé en l'église Santa Maria in Saxia.